# Tipula fatidica
Tipula fatidica är en tvåvingeart som beskrevs av Alexander 1940. Tipula fatidica ingår i släktet Tipula och familjen storharkrankar.
Artens utbredningsområde är Ecuador. Inga underarter finns listade i Catalogue of Life.